# TI-Raleigh
El TI-Raleigh fue un equipo ciclista, primero británico y después neerlandés, que compitió profesionalmente entre el 1967 y el 1983. 
Consiguió numerosas victorias y también se especializó carreras de seis días.
Al final de la temporada 1983, el equipo de TI-Raleigh se dividió debido a la tensión entre el ex campeón mundial Jan Raas y el director deportivo Peter Post Siete ciclistas acompañó Tabla en el nuevo equipo Panasonic, y seis ciclistas se unen a Raas al Kwantum.

## Principales victorias
- Gran Premio de Fráncfort: Roy Schuiten (1975), Gerrie Knetemann (1977), Ludo Peeters (1982, 1983)
- Vuelta a los Países Bajos: Gerrie Knetemann (1976, 1980, 1981), Bert Pronk (1977), Johan van der Velde (1978), Jan Raas (1979), Adri van Houwelingen (1983)
- Vuelta a Suiza: Hennie Kuiper (1976), Paul Wellens (1978), Wilfried Wesemael (1979)
- Cuatro Días de Dunkerque: Gerrie Knetemann (1977), Frank Hoste (1982), Leo van Vliet (1983)
- París-Tours: Jan Raas (1978 y 1981), Ludo Peeters (1983)
- Amstel Gold Race: Jan Raas (1978, 1979, 1980, 1982)
- París-Niza: Gerrie Knetemann (1978)
- París-Bruselas: Jan Raas (1978), Jacques Hanegraaf (1982)
- Tour de Romandía: Johan van der Velde (1978)
- Tour de Flandes: Jan Raas (1979, 1983)
- Gante-Wevelgem: Henk Lubberding (1980), Jan Raas (1981), Frank Hoste (1982), Leo van Vliet (1983)
- Vuelta a Bélgica: Gerrie Knetemann (1980), Ad Wijnands (1981)
- Critérium del Dauphiné: Johan van der Velde (1980)
- Tour de Luxemburgo: Bert Oosterbosch (1980)
- Omloop Het Volk: Jan Raas (1981)
- París-Roubaix: Jan Raas (1982)

### A las grandes vueltas
- Tour de Francia:
  - 8 participaciones (1976, 1977, 1978, 1979, 1980, 1981, 1982, 1983)
  - 56 victorias de etapa :
    - 4 el 1976: Gerben Karstens (2), Hennie Kuiper, CRE
    - 8 el 1977: Dietrich Thurau (5), Gerrie Knetemann (2), Hennie Kuiper
    - 10 el 1978: Jan Raas (3), Gerrie Knetemann (2), Paul Wellens, Klaus-Peter Thaler, Hennie Kuiper, Henk Lubberding, CRE
    - 6 el 1979: Gerrie Knetemann (2), Jan Raas, Leo van Vliet, CRE (2)
    - 11 el 1980: Jan Raas (3), Joop Zoetemelk (2), Gerrie Knetemann, Bert Oosterbosch, Henk Lubberding, Cees Priem, CRE (2)
    - 7 el 1981: Ad Wijnands (2), Johan van der Velde (2), Urs Freuler, CRE (2)
    - 6 el 1982: Gerrie Knetemann (2), Jan Raas, Frank Hoste, Ludo Peeters, CRE
    - 4 el 1983: Bert Oosterbosch (2), Peter Winnen, Henk Lubberding

  - 1 clasificación final:
    - 1980: Joop Zoetemelk

  - 7 clasificaciones secundarias:
    - Clasificación de los jóvenes: Dietrich Thurau (1977), Henk Lubberding (1978), Johan van der Velde (1980)
    - Premio de la combatividad: Gerrie Knetemann (1977), Paul Wellens (1978)
    - Clasificación por equipos: (1977, 1983)

- Giro de Italia
  - 0 participaciones
  - 0 victorias de etapa:
  - 0 clasificación secundaria:

- Vuelta a España
  - 1 participaciones (1976)
  - 8 victorias de etapas :
    - 8 el 1976: Dietrich Thurau (5), José De Cauwer, Hennie Kuiper, Gerben Karstens

  - 1 clasificación secundaria: 
    - Clasificación por puntos: Dietrich Thurau (1976)